# Edmund Braun (Philosoph)

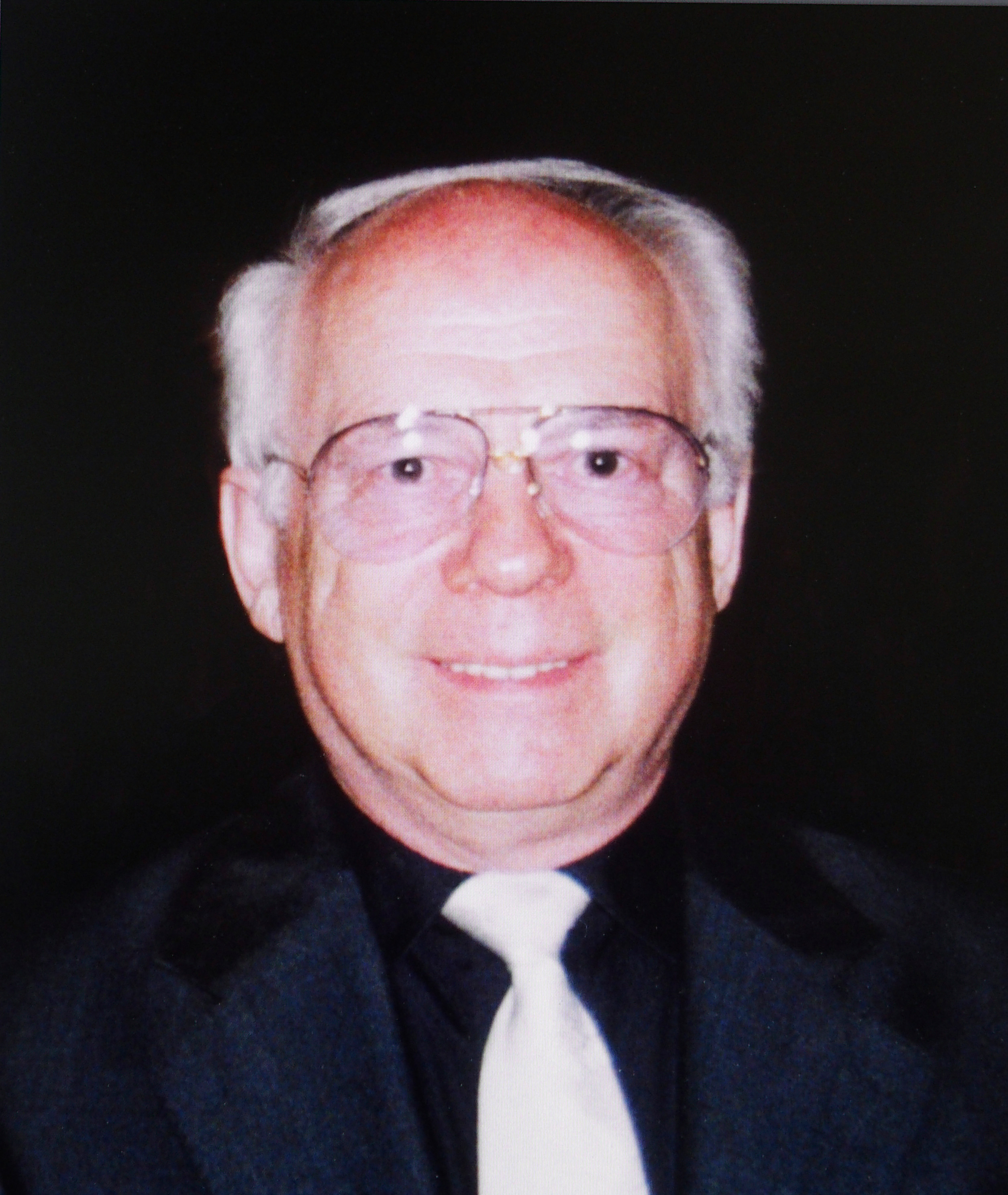
Edmund Braun, 1999

Edmund Braun (* 12. Oktober 1928 in Köln; † 20. März 2015 in Lindlar-Kapellensüng) war ein deutscher Philosoph und Hochschullehrer.
Brauns philosophischer Weg nahm seinen Anfang bei der klassischen griechischen Philosophie, besonders bei Aristoteles, setzte sich schwerpunktmäßig fort in der kritischen Auseinandersetzung mit Immanuel Kant, Johann Gottlieb Fichte und Friedrich Nietzsche und fand letztlich über die Sprachphilosophie zu den transzendentalpragmatischen Positionen von Jürgen Habermas und besonders Karl-Otto Apel. Ab Mitte der 1980er Jahre ist Braun eindeutig als Vertreter der Transzendentalphilosophie und der Transzendentalpragmatik zu charakterisieren, wobei sein besonderes philosophisches Interesse der sprachpragmatischen, intersubjektiven und nichtmetaphysischen Diskursethik galt.

## Lebensweg
Braun wuchs in Köln-Deutz und im Bergischen Land auf. Durch sein Elternhaus wurde er christlich-katholisch geprägt und blieb dem Glauben und den Werten der Kirche zeitlebens verbunden. Schon als Kind beteiligte sich Braun an den Gesprächen und Diskussionen der Erwachsenen zu theologischen, politischen und moralischen Fragen. Braun machte sein Abitur am Gymnasium in Köln-Deutz. Er blieb wegen Krankheit vom Militärdienst verschont.
Anschließend studierte er Theologie an der Rheinischen Friedrich-Wilhelms-Universität Bonn sowie Philosophie, Altphilologie (Griechisch, Latein) und Geschichte an der Universität zu Köln bei Karl-Heinz Volkmann-Schluck. Braun schloss 1959 sein Studium mit seiner Inaugural-Dissertation über Aristoteles ab. Es folgte eine kurze Lehrtätigkeit als Gymnasiallehrer in Köln. Anschließend war er Assistent an der Pädagogischen Hochschule Rheinland (Abteilung Köln), an der er nach seiner Habilitation seit 1971 als Professor für Philosophie lehrte. Seit 1980 war er Professor für Philosophie an der Universität zu Köln.
Braun hielt zusätzlich über 50 Jahre lang philosophische Seminare an der Kölner Volkshochschule und engagierte sich u. a. zusammen mit Karl Rahner in der „Akademie für Erwachsenenbildung Köln im Haus der Begegnung“ (später „Karl-Rahner-Akademie“).
Nach seiner Emeritierung war er weiter bis ins hohe Alter an der Kölner Universität tätig. In seinen letzten Lebensjahren arbeitete er trotz schwerer Erkrankung und fast völliger Erblindung intensiv an seinem Alterswerk, welches er kurz vor seinem Tode vollendete. Braun starb in seinem Haus in Lindlar-Kapellensüng. Die Grabstätte befindet sich in der Kölner Grabeskirche St. Bartholomäus.

## Denkwege

### Topik und Paideia bei Aristoteles
In seiner Inaugural-Dissertation Zur Einheit der aristotelischen „Topik“<name="Braun1959"/> behandelte Braun die Frage der sprachphilosophischen Wurzeln der aristotelischen Metaphysik und Erkenntnistheorie. Nach seiner Promotion widmete er sich weiterhin der Aristoteles-Forschung. 1974 erschien sein Buch Aristoteles und die Paideia, in dem er die ontologischen und anthropologischen Grundlagen sowie das Ethos und den Logos als Aufgabenbereiche der Paideia explizierte.
In der Folgezeit waren seine besonderen Forschungsschwerpunkte u. a. die Transzendentalphilosophie, Sprachphilosophie, Hermeneutik und Praktische Philosophie, also Ethik. Eine besondere Verbundenheit mit den philosophischen Grundgedanken Karl-Otto Apels (als dessen „Schüler“ er sich später gerne bezeichnete) brachte Braun zum Ausdruck, indem er Apel sein Buch „Der Mensch vor seinem eigenen Anspruch“ widmete.

### Der Paradigmenwechsel in der Sprachphilosophie
Brauns sprachpragmatische Analysen mündeten 1996 in seinem ersten Hauptwerk Der Paradigmenwechsel in der Sprachphilosophie. Braun untersucht in diesem Werk Sprache in philosophiegeschichtlicher Vorgehensweise. Er setzt beim klassischen Sprachparadigma Platons an, indem er auf die Bedeutung der Auswirkung des Sprachverständnisses der Antike auf die Prägung des folgenden klassischen Sprachparadigmas verweist. Weiterhin führte Braun die Sprachkritik Aristoteles‘ an Platon ins Feld. Braun wies aus, dass die bis dahin gegenwärtige Aristotelesliteratur „Sprache durchgängig im Sinne der klassischen Auffassung als sekundären Ausdruck des Denkens“ interpretiere. Dem setzte er seine Interpretation entgegen, gemäß der nach Aristoteles die Leistungskraft der dialektischen Methode auf der Basis der Argumentation und der dialogischen Gemeinschaft der sinnvoll miteinander und gegeneinander Argumentierenden entscheidend für das Finden der Wahrheit sei. Braun übersetzte die aristotelische Wesensdefinition des Menschen als ζωον πολιτικον (Zoon politikon) mit „das auf Gemeinschaft angewiesene Lebewesen“ und somit auch im Erkenntnis- und Wahrheitsfindungsprozess auf dialogische Gemeinschaft angewiesen. Allerdings sei der Mensch gerade wegen seiner Vernunftbegabung nicht auf Gemeinschaft angewiesen, da er auch in einer solipsistischen Schau für sich alleine weise und vernünftig sein könne. Da Aristoteles das Problem zwischen praktischem und theoretischem Leben nicht befriedigend habe lösen können, sei es zu dem Sprachverständnis der Antike, aus dem das klassische, in seinen Auswirkungen noch heute nachweisbare Sprachparadigma abgeleitet wurde, gekommen.
Von hier aus schlug Braun den Bogen hin zur Transzendentalpragmatik Apels, gemäß welcher der dialogische Erkenntnis- und Wahrheitsanspruch vier universalen Geltungsansprüchen unterliege: Verständlichkeitsanspruch, Wahrheitsanspruch, Richtigkeitsanspruch und Wahrhaftigkeitsanspruch.
Im Einzelnen ging Braun folgendermaßen vor: Im ersten Teil des Werkes expliziert er das „klassische Sprachparadigma“, angefangen beim „Sprachdenken in der frühgriechischen Philosophie“ (Heraklit, Parmenides), über das „klassische Sprachparadigma“ (Platon, Aristoteles, J. Locke, G.W. Leibniz), bis hin zur „Sprachkritik am klassischen Sprachparadigma“ (Aristoteles, Isokrates, Cicero, Böhme, Vico, Hamann, Herder, W. v. Humboldt). Im zweiten Teil setzt er sich mit dem „Paradigmenwechsel in der Sprachphilosophie des 20. Jahrhunderts“ auseinander. Er behandelt hier in Folge zahlreiche philosophische Richtungen bedeutender Philosophen wie Peirce, Morris, Frege, Russell, Moore, Wittgenstein, Carnap, Ryle, Austin, Searle, Strawson. de Saussure, Chomsky, Bühler, Hönigswald, Cassirer, Litt, Heintel, Heidegger, Lipps, Lorenzen, K. Lorenz, Quine, Davidson, Rorty, Habermas und Apel. Es folgte ein ausführlicher Teil mit ausgesuchten Texten zu seinen Explikationen. Die Texte von Aristoteles, Isokrates und Cicero wurden von Braun extra für dieses Werk neu übersetzt.

### Der Mensch vor seinem eigenen Anspruch
Im Jahre 2002 erschien Brauns zweites Hauptwerk unter dem Titel Der Mensch vor seinem eigenen Anspruch / Moral als kritisch-normative Orientierungskraft im Zeitalter der posttraditionalen Gesellschaft. Auf der Basis einer normativen Anthropologie vor dem Hintergrund einer transzendental-pragmatischen Diskursethik fasste er die Inhalte wie folgt zusammen:
- „Im ersten Kapitel wird die menschliche Lebenssituation analysiert und aufgezeigt, dass reflexiv anthropologische Einsichten nicht deskriptiver, sondern normativer Natur sind, dass sie als normative dem Menschen die Richtung zur Gestaltung eines sinnvollen und lebenswerten Lebens weisen.
- Das zweite Kapitel thematisiert den konstitutiven Zusammenhang von Vernunft und Sprache. Es weist nach, dass Sprache nicht als kontingentes Faktum von außen thematisierbar ist, sondern als Verfasstheit der Vernunft sich exklusiv im unhintergehbaren kommunikativen Diskurs vollzieht, der für den Menschen eine unausweichliche Lebens-Bedingung darstellt.
- Das dritte Kapitel versucht das normative Prinzip der verallgemeinerten dialogischen Gegenseitigkeit als anthropologisch fundiertes Grundprinzip aufzuzeigen, insofern es in dem essentiellen Merkmal der Vernunftauszeichnung der Sprache verankert ist.
- Das vierte Kapitel entwickelt ein neues Verständnis von Moral. Neu in dem Sinne, dass es sich von der Tradition abhebt dadurch, dass es wieder die durch die Tradition verschüttete Moral freizulegen sucht, die für den Menschen in der posttraditionalen und offenen Gesellschaft zu einem lebensnotwendigen Element wird.
- Das fünfte Kapitel zeigt die Notwendigkeit der Anwendung des neuen Moralverständnisses in paradigmatischen Gesellschaftsbereichen auf.
- Das sechste Kapitel fragt angesichts des neuen Verständnisses von Moral, ob die These noch verteidigbar ist, dass das Gewissen des Einzelnen die letzte Entscheidungsinstanz ist.
- Das siebte Kapitel befasst sich angesichts der Bedrohung für die Menschheit mit dem Bereich der Wissenschaft und sucht nachzuweisen, dass das Wissenschaftsverständnis der Zukunft von der Kompatibilität von wissenschaftlichen Kriterien und ethischen Normen gekennzeichnet sein muss.
- Das achte Kapitel beinhaltet ein Plädoyer für die transzendental-pragmatische Diskursethik.
- Das Nachwort versucht zukunftsorientierte pädagogische Konsequenzen zu erörtern, die für die Lebensbedingungen der gegenwärtigen offenen Gesellschaft von grundlegender Bedeutung sind.“[19]

### Zukunft: Das Problem der Gegenwart
Brauns im Jahre 2008 erschienenes Werk Zukunft: Das Problem der Gegenwart / Diskursethische Beiträge zu anstehenden Problemen im Weltmaßstab greift die Gedanken seines Werkes aus dem Jahre 2002 auf und propagiert nochmals die Notwendigkeit des gemeinschaftlichen und verpflichtenden argumentativen Diskurses und seiner Bedeutung bezüglich der Bewahrung von Menschenwürde und Menschenrechten innerhalb einer humanen Gesellschaft und menschenwürdigen Wertegemeinschaft.
Braun geht – nachdem er erneut einen angemessenen Gebrauch der Vernunft als Diskursrationalität entgegen einer epidemisch verkümmerten Rationalität einfordert – einen anderen Weg als in seinem Werk aus dem Jahr 2002, indem er Lösungsvorschläge zu noch offenstehenden und zukünftig anstehenden Problemen anbietet. Im Einzelnen sind dies:
- Das Problem der Geltungswürdigkeit sozialer Praxis / Zu erbringende normative Kooperations- und Koordinationsleistungen zur Identifizierung und Lösung anstehender Probleme
- Die Renaissance des Naturrechts / Zukunftsprobleme lassen sich unter Anwendung des Naturrechts nicht lösen
- Das Problem der Globalisierung / Von der Möglichkeit und Notwendigkeit einer Weltbürgerlichen Wertegemeinschaft
- Das Problem der interkulturellen Verständigung / Dialogisches Verstehen und kulturelle Toleranz
- Religion als Zukunftsproblem / Religion nach der Botschaft vom Tode Gottes ?! (Braun erklärt das Frage- und Ausrufezeichen im Kapitel „Nietzsche – Interpretation der Botschaft vom Tode Gottes“ folgendermaßen: „Ich fasse das Ausrufezeichen und das Fragezeichen hinter dem Titel des Kapitels im Sinn der Frage auf: Ist der Tod Gottes die Voraussetzung oder zumindest eine der wesentlichen Vorbedingungen der Zukunft der Religion als einer wahren Korrelation von Mensch und Gott, oder ist der Tod Gottes die Voraussetzung dafür, dass der Mensch selbst Ursprung jeglichen Sinnes und Wertes ist und endlich die ersehnte Freiheit hat, auch noch sein eigenes Wesen zu entwerfen, zu schaffen, religionslos gegen Gott seine eigene Größe zu realisieren?“[24])
- Das Problem des Lebensschutzes / Probleme des Lebensbeginns und des Lebensendes
- Das Problem der Selbstaufklärung des Menschen / Von der Notwendigkeit der geschichtlichen Dimension für die Identität des Menschen

### Ethik als prima philosophia aus der Grundstellung einer nichtmetaphysischen Transzendentalphilosophie
Ebenfalls im Jahr 2008 erschien die kurze Abhandlung Ethik als prima philosophia aus der Grundstellung einer nichtmetaphysischen Transzendentalphilosophie. Es handelt sich um den „Versuch, im Rahmen eines postmetaphysischen, transzendentalphilosophischen Rationalitätsverständnisses Ethik als prima philosophia auszuweisen“. „Von ihrem Beginn an ist die Philosophie als Prinzipienwissenschaft verstanden worden. So bezeichnet erste Philosophie nach Aristoteles den Anfang der theoretischen Philosophie überhaupt, insofern sie vor allen weiteren Bestimmungen nach den Prinzipien des Seienden im Ganzen – und den Prinzipien der Wissenschaft – fragt. Als solche war die Metaphysik erste Philosophie und der von Aristoteles sogenannten zweiten Philosophie voranzustellen. In der Neuzeit hat der Begriff der prima philosophia eine wesentliche Umdeutung erfahren: Descartes versteht Philosophie als erste Philosophie im Sinne des Studiums des vollkommenen Wissens dessen, was der Mensch wissen kann, und für Kant bedeutet erste Philosophie Erkenntnis aus reiner Vernunft als Bedingung ihrer Möglichkeit, für Husserl ist sie Wissenschaft von der transzendentalen Subjektivität. Gemäß diesem durchgängigen Verständnis wurde Ethik nicht als erste Philosophie verstanden.“ Es könne heute nur die Praktische Philosophie als transzendental-pragmatische Diskursethik in den Rang der prima philosophia erhoben werden. Hierbei werde der diskursreflexive Diskurs der höchsten Stufe zur ethischen Instanz. Braun versucht, diese In-Geltung-Setzung der Ethik als prima philosophia – über die drängende gesellschaftliche Notwendigkeit hinaus – nachzuweisen.

### Der Mensch vor dem Anspruch Gottes
Brauns Alterswerk war Der Mensch vor dem Anspruch Gottes / Religion – die Herausforderung des 21. Jahrhunderts. Inhaltlich handelt es sich um eine Erweiterung seines Werkes aus dem Jahr 2002 „Der Mensch vor seinem eigenen Anspruch / Moral als kritisch-normative Orientierungskraft im Zeitalter der posttraditionalen Gesellschaft“.
Dieses Werk postuliert die Notwendigkeit der Religion für die säkularisierte westliche Welt und will dazu motivieren, sich mit dem existentiellen Thema der Transzendenz, bis hin zu Gott als höchster Transzendenz auseinanderzusetzen. „Weltweit hinterlassene Spuren führen zu der Überzeugung, dass es keine Kultur gab ohne die Vorstellung der Existenz überweltlicher Mächte.“ Das Buch behandelt die Frage nach dem ureigenen Verhältnis des Menschen zur Religion und setzt auf eine umfassende Entgrenzung, bezogen sowohl auf den angesprochenen Leserkreis als auch die Thematik und die Methode. Jedermann, unabhängig von Nation, Religion bzw. Weltanschauung und Berufsstand stehe in der Verantwortung für den Erfolg des gemeinsamen Diskurses. Es gehe ohne Präferenz für eine bestimmte Religion um eine authentische Entscheidung, die ohne Arroganz und Ignoranz zu treffen sei. Die Einlösung dieses globalen, ja universalen Anspruchs, erweist sich hiernach als zeitenüberdauernde Verpflichtung der Menschheit, und damit jedes einzelnen Menschen, im globalen Maßstab.
Der Nachweis, nicht der unmögliche Beweis Gottes, soll nicht theologisch, sondern konsequent durch einen nachvollziehbaren philosophischen Diskurs auf Augenhöhe geführt werden. Die normativen Implikationen des Buches ergeben sich auch aus der doppelten Bedeutung von „Anspruch“, die schon im Titel anklingt. Nur auf der Basis einer im transzendentalpragmatischen globalen Diskurs geschulten Vernunft und durch die Kompetenz, welche erwächst aus dem Vernehmen des An-spruchs der höchsten Transzendenz sowie aus dem stetigen Streben, diesen als ethischen Anspruch einzulösen, könne es der Menschheit gelingen, den weltweiten Problemen unserer Zeit angemessen zu begegnen.
Das Kapitel 4 trägt den Titel „Transzendenz der höchsten Stufe – Ein Versuch der Annäherung“. Die Annäherung, ja die Begegnung mit der „Transzendenz der höchsten Stufe … besteht im übersteigenden Einbegreifen alles Endlichen und Unendlichen der Probleme, die von ihr jeweils auf ein Neues, Höheres hin überstiegen werden, einschließlich ihrer selbst“. Diese höchste Transzendenz könne „weder nach außen noch nach innen definitorisch begrenzt werden, sie zeigt sich daher in ihrer Fülle ganz in ihrem Entzug.“ Dennoch lasse sich der Versuch der Annäherung an die Unendlichung (Infinition) durch mindestens neun Gesichtspunkt benennen:
1. Im Gegensatz zu allen anderen Transzendenzbezügen, die unbefriedigt bleiben, erfülle sie sich in der vollkommenen unendlichen Überstiegsbewegung über alles, widersprüchlicher Weise einschließlich ihrer selbst.
2. Sie sei die größte Transzendenzstufe, weil sie als einzige alles überhaupt übersteige.
3. Sie sei die einzige, singuläre Transzendenzstufe, weil sie kein Außerhalb habe.
4. Sie sei als einzige absolut, weil sie losgelöst sei von jeder Relation.
5. Sie sei unendlich, weil sie überhaupt unbegreiflich bleibe.
6. Sie sei als unendliche auch die vollkommene Transzendenzstufe.
7. Sie sei die vollkommenste Transzendenzstufe, weil sie das alle Möglichkeiten einbegreifende Maximum an Bestimmtheit einbeziehe.
8. Sie sei das Total-andere, weil sie jede Vergleichung ausschließe.
9. Sie sei nicht objektivierbar, weil sie sich in ständigem Entzug als Verunendlichung präsentiere.[31]

Im weiteren Verlauf beschäftigt sich Braun mit der Wandlung des Transzendierten, der drei Erkenntnisfortschritte gewinne:
- den Weg des Absoluten gehen zu können,
- seine Lebenssituation aus dem Blick des Absoluten zu verstehen und beurteilen zu können,
- diese Einsichten umsetzen zu können.

„Mit dem Bemühen des Transzendierten, ein Gespräch mit der höchsten Transzendenz aufzunehmen, trifft er auf die Wirklichkeit der höchsten Transzendenz, die wir Gott nennen.“
Dies führt Braun zum Wahrheitsanspruch der Religionen: „Der Wahrheitsanspruch jeder Religion muss ernst genommen werden, wobei man unterscheiden muss zwischen Anspruchserhebung und Einlösung. Wenn es um das Problem der Wahrheit geht, geht es um die Einlösung.“ Nach Braun hat der Wahrheitsbegriff Platons keine Geltung mehr. An seine Stelle trete der nachmetaphysische Wahrheitsbegriff. Hierbei unterscheidet Braun zwischen einem transitorischen Wahrheitsbegriff als Rechtfertigung mit der Möglichkeit, dass jeder Satz falsch werden kann, und der absoluten, zeitlosen Wahrheit, die getragen werde durch einen unüberbietbaren Konsens der universalen Kommunikationsgemeinschaft.
Zum Ende des Buches kommen Begriffe wie „Erfahrung Gottes in seinem Wort“, „Offenbarung“ und „Apokalypse“ als Ausdruck seiner konsequent christlichen Lebensweise und theologischer Studien zum Tragen.

## Schriften (Auswahl)
Brauns Werk umfasst zahlreiche Monografien, Editionen, Übersetzungen, Aufsätze, Artikel und Festschriften.

### Monographien
- Zur Einheit der aristotelischen „Topik“. Dissertation zur Erlangung der Doktorwürde der Philosophischen Fakultät der Universität zu Köln, Köln 1959.
- Gesellschaft als politischer Auftrag. Grenzen der Technik, Herrschaft und Freiheit, Ende der Moral? Konflikt u. Solidarität. Jugend u. Politik, Graz 1977.
- mit Hans Radermacher: Wissenschaftstheoretisches Lexikon. Graz, u. a. 1987, ISBN 3-222-10953-2.
- mit Hans Rudolf Becher: Sachunterricht / Grundzüge einer didaktischen Theorie des Sachunterrichts in der Grundschule mit praktischen Beispielen. Teil 3, (= Reihe Studienbuch; 5), Kulmbach 1981.
- auch als Hrsg.: Nachmetaphysische Philosophie. [Vortragsreihe der Karl Rahner-Akademie im Studienjahr 1989/1990], Karl-Otto Apel, Edmund Braun, Odo Marquard, (Ausgewählte Vorträge / Karl-Rahner-Akademie, 1990.05.16), Köln 1990.
- Was kann die Diskursethik zur Diskussion über Lebensrecht und Lebensschutz beitragen? [Vortrag im Rahmen des Philosophischen Forums, gehalten am 19. Mai 1993]. Karl-Rahner-Akademie, Köln 1993.
- Gegenseitigkeit als konstitutives Element der Zukunft. Vortrag vom 22. Mai 1996. Philosophisches Forum 95/96 Gegenseitigkeit – Anspruch und Anerkennung. Karl-Rahner-Akademie, Köln 1996. S. 2.
- Der Bedarf an Moral in der offenen Gesellschaft. In: Die Moralbedürftigkeit der offenen Gesellschaft. Karl-Rahner-Akademie, Köln 1997.
- Plädoyer für Diskursethik. Zur Universalität und Kontingenz der Diskursethik. Karl-Rahner-Akademie, Köln 1998.
- auch als Hrsg.: Forschung vor Ethik? / Zur Wertfreiheit der Wissenschaft. Karl-Rahner-Akademie. (Ausgewählte Vorträge), Köln 2000, ISBN 3-9806702-1-X.
- Der Mensch vor seinem eigenen Anspruch / Moral als kritisch-normative Orientierungskraft im Zeitalter der posttraditionalen Gesellschaft. Würzburg 2002, ISBN 3-8260-2183-5.
- Zukunft: das Problem der Gegenwart / Diskursethische Beiträge zu anstehenden Problemen im Weltmaßstab. (= Philosophische Plädoyers; 10). Berlin u. a. 2008, ISBN 978-3-8258-1091-7.
- Der Mensch vor dem Anspruch Gottes / Religion – die Herausforderung des 21. Jahrhunderts. Würzburg 2016, ISBN 978-3-8260-6068-7.

### Editionen, Übersetzungen, Mitarbeit
- als Hrsg.: Johann Gottlieb Fichte: Über den Begriff der Wissenschaftslehre oder der sogenannten Philosophie. Mit einer Einleitung von Edmund Braun, (= Reclams Universal-Bibliothek; Nr. 9348/9349), Stuttgart 1972.
- Aristoteles und die Paideia. Besorgt und übersetzt von Edmund Braun, (Schöninghs Sammlung pädagogischer Schriften: Quellen zur historischen, empirischen und vergleichenden Erziehungswissenschaft), Paderborn 1974, ISBN 3-506-78067-0.
- als Hrsg.: Nietzsche / Die Selbstkonstitution des Menschen. Nietzsche, Friedrich Wilhelm, Besorgt von Edmund Braun, Schöningh, Paderborn 1980, ISBN 3-506-78371-8.
- als Hrsg.: Aufklärung heute. [Vortragsreihe der Karl Rahner-Akademie im Studienjahr 1990/1991]. Mit Beiträgen von Edmund Braun, Willi Oelmüller, Herbert Schnädelbach, (Ausgewählte Vorträge / Karl-Rahner-Akademie, 8. Mai 1991), Köln 1991.
- auch als Hrsg.: Die Zukunft der Vernunft aus der Perspektive einer nichtmetaphysischen Philosophie. Mit Beiträgen von Odo Marquard, Peter Rech, Karl-Otto Apel, Edmund Braun, Willi Oelmüller, Thomas Gil, Wolfgang Kuhlmann, Holger Burckhart, Volker Gerhardt, Claudius Strube. Königshausen und Neumann, Würzburg 1993, ISBN 3-88479-824-3.
- auch als Hrsg.: Der Paradigmenwechsel in der Sprachphilosophie. Studien und Texte. Wiss. Buchges., Darmstadt 1996, ISBN 3-534-13177-0.